# Liberty Lake (Washington)
Liberty Lake je grad u američkoj saveznoj državi Washington. Prema popisu stanovništva iz 2010. u njemu je živjelo 7.591 stanovnika.